# Bøllebank hadművelet
A Bøllebank hadművelet (angolul: Operation Bully Bashing) a boszniai szerb katonai erők és az Egyesült Nemzetek Szervezetének Védelmi Ereje (UNPROFOR) északi zászlóalját (NORDBAT 2) alkotó dán, norvég és svéd harci egységek közötti katonai összecsapás volt Tuzla városának külterületén 1994. április 29-én. Az eset akkor történt, amikor a Kalesija falu melletti Tango 2 hívójelű ENSZ megfigyelőpontnál elhelyezett svéd erőket megpróbálták felmenteni a Jydske dragonyosezred dán erői. A dán csapatokra lesből támadva a boszniai szerb Šekovići dandár erői csaptak le. A támadó szerbeket ENSZ tartalékcsapatai a dán Leopard tankok heves tüzével szórták szét. Bár dán vagy svéd katona nem halt meg a műveletben, a becslések szerint a szerb áldozatok száma elérte a 150-et.
A közel ötven évvel azelőtti második világháború óta ez az incidens volt az első alkalom, hogy a dán fegyveres erők hadműveleteket hajtottak végre, mely azóta is folyamatos vita forrása az ENSZ békefenntartó erőinek az erő kifejtésére és a közvetlen harcra vonatkozó jogairól.

## Az UNPROFOR Bosznia-Hercegovinában
A Jugoszláv Szövetségi Köztársaság összeomlásával 1991-ben Szlovénia és Horvátország területén polgárháború kezdődött. 1992-től, amikor a bosnyák nemzet megpróbálta kivívni a függetlenséget és a nemzetközi elismerést a harcok Horvátországról átterjedtek Bosznia-Hercegovinára is. Az Egyesült Nemzetek Szervezete abban a reményben, hogy megalapozza a békemegállapodásokat és minimalizálja a harcok humanitárius következményeit, röviddel a konfliktus kitörése után ENSZ békefenntartó erőket telepített Boszniába. 1992-ben, röviddel a háború Bosznia-Hercegovinára történő terjedése után, létrehozták az ENSZ Védelmi Erőit (UNPROFOR), amelyet azzal a fő feladattal küldtek Boszniába, hogy humanitárius erőfeszítéseket tegyenek a lakosság védelmére. Az UNPROFOR erői 1995 márciusára csaknem 40 000 fős haderővé növekedtek (38 599 katona). A Biztonsági Tanács 1993-ban Szarajevóban, Tuzlában, Srebrenicában, Bihácsban, Goraždében és Žepában hat védett ENSZ biztonsági övezetet hozott létre, hogy megvédjék a civil lakosságot az előrenyomuló boszniai szerb hadseregtől és a polgári lakosság elleni erőszaktól.
Az ENSZ által védett biztonsági övezetek létrehozása azonban, a létrehozásukban rejlő koncepcionális ellentmondások miatt, hozzájárult az ENSZ békefenntartásával szembeni bírálatok fokozódásához. Bár a Biztonsági Tanács határozata értelmében a feleknek a létrehozott területeket „biztonságosként” kellett kezelniük, a területeket irányító és védő UNPROFOR csapatok nemigen kaptak gyakorlati eszközöket mandátumaik végrehajtásához. Míg elvileg az UNPROFOR felhatalmazást kapott arra, hogy önvédelemként erőt alkalmazzon és küldetéseihez a NATO-tól légi támogatást kérjen, az ENSZ vezetése stratégiai okokból kerülte azokat a helyzeteket, amelyek lehetővé tették volna a békefenntartók számára, hogy jogosan alkalmazzanak erőszakot. Inkább azt várták, hogy puszta jelenlétük a biztonsági övezetek lakóinak biztonsága érdekében elég lesz az esetleges támadások elrettentésére. Az UNPROFOR-nak azzal az alapvetően ellentmondásos feladattal is szembe kellett néznie, hogy hagyományos békefenntartó tevékenységeket folytasson egy olyan területen, ahol nincs valódi béke, hanem a folyamatos erőszak sújtja.

## A Tuzlai Biztonsági Övezet
A Srebrenica város és Kelet-Bosznia más részeinek elfoglalásával fenyegetőző, előrenyomuló boszniai szerb hadsereg (VRS), valamint a boszniai szerb erők által a civil lakosság ellen az ENSZ erőfeszítései ellenére elkövetett atrocitások növekvő száma arra késztette a Biztonsági Tanácsot, hogy Bosznia területén hat ún. ENSZ biztonsági övezetet hozzon létre Szarajevóban, Tuzlában, Srebrenicában, Bihaćban, Goraždében és Žepában. Az egyik ilyen biztonsági övezet Bosznia északkeleti régiójában, Tuzlában, egy Szarajevótól 120 km-re fekvő bányászvárosban jött létre. Tuzla elsősorban népesedési központi státusza miatt vált kritikus helyszínné, ahol a lakosság száma a háború előtti 170 000 lakosról több mint 370 000-re nőtt. Nem utolsó sorban a Tuzlai Biztonsági Övezet stratégiai fontossága abból is fakadt, hogy közel volt a Szerb Köztársaság és a bosnyákok ellenőrzése alatt álló területek között újonnan felállított határhoz. Mivel itt volt az ország nagy repülőtereinek egyike, Tuzla stratégiai helyszín volt a háborúban is.
A Tuzlai Biztonsági Övezet védelméért és ellenőrzéséért a NORDBAT 2, egy 1246 fős dán, norvég és svéd katonákból álló egyesített haderő felelt. Mivel a Szovjetunió bukása lényegében először hagyta Dániát történetében potenciális katonai ellenfél nélkül, a balkáni helyzet romlása és a térségben az UNPROFOR-műveletek megindítása új békefenntartó feladatot jelentett a dán hadsereg számára. E mandátum értelmében a NORDBAT 2 fő feladata az volt, hogy a Tuzla melletti nagy repülőtér védelmével biztosítsa a nemzetközi közösség folyamatos képességét katonai felszerelések és humanitárius segélyek országszerte történő szétosztására. 1994-ben a dán Lars Møllert nevezték ki a NORDBAT 2 parancsnokának. Mivel a dán hadsereg már nagyszámú katonát vezényelt az ENSZ-csapatok megsegítésére Horvátországban és Boszniában, az UNPROFOR tuzlai műveleteinek támogatása viszonylag rutinszerű és ellentmondásmentes döntés volt. A dán parlament 1993. augusztus 17-iki kiegészítő határozata, miszerint 10 közepes Snow Leopard harckocsit és csapatokat küld Tuzlába, heves vita tárgya volt, mivel Tuzla előtt nehéz páncélozott járművek, így harckocsik bevetése sem történt még korábban egy humanitárius művelet támogatására.

## Az incidens
A helyzet Boszniában 1994 elején tovább romlott, amikor a boszniai szerb erők számos offenzívát indítottak az ENSZ Goraždei Biztonsági Övezete ellen, amelynek végül a NATO légicsapása vetett véget. A Tuzlai Biztonsági Övezet körülményei az általános tendenciát tükrözték, és a Bøllebank hadműveletet megelőző heteket az ágyúzások jelentős felerősödése jellemezte, különösen a tuzlai repülőtér irányában. A megnövekedett tüzérségi tevékenységre válaszul a dán osztag vészhelyzeti tervet – Plan Bøllebank – dolgozott ki annak érdekében, hogy a tuzlai repülőtér védelmében gyorsan mozgósítsa csapatait. Bár a vészharangot többször is megkongatták, és az erős tüzérségi támadások alatt a tervet többször is végrehajtották, a csapatok és harckocsik mozgósítása soha nem vezetett közvetlen tűzharchoz vagy összecsapáshoz.
1994. április 29-én éjjel is megszólaltak a dán táborban a riasztók, és a tíz Leopard 1 A5-ös harckocsiból hetet akcióba küldtek. Több harckocsiparancsnok beszámolója szerint a mozgósított harckocsikat egyértelmű parancs vagy célkijelölés nélkül küldték ki, de arról tájékoztatták őket, hogy az ENSZ-katonák élete veszélyben van. Hamarosan már azt közölték a harckocsi-parancsnokokkal, hogy ki kell menteniük a norvég és svéd csapatok által irányított, a közeli hegytetőn levő Tango 2 megfigyelőállomás személyzetét, amelyet az általuk megfigyelt boszniai szerb erők heves tűz alá vettek. Amikor a harckocsioszlop a Tuzlától 8 kilométerre keletre fekvő Sarači faluhoz közeledett, a boszniai szerb erők erős tüzébe kerültek. Különböző tüzérségi eszközökkel, köztük aknavetőkkel és páncéltörő rakétákkal lőtték őket. Miközben az oszlop egyes részei Saračiban kerestek menedéket, néhány harckocsi tovább haladt, hogy kimentse a Tango 2 személyzetét. Míg az oszlop egyes részei Saračiban várták a további parancsokat, az első két harckocsi, amint a megfigyelőállomáshoz legközelebbi település, Kalešija falu széléhez értek, ismét heves tüzérségi tűz alá került. Bár a dán parancsnokok a NATO légi támogatását kérték, ezeket a kéréseket végül elutasították.
Az ezt követő események pontos sorrendje erősen vitatott, mivel a hadművelet hivatalos beszámolóit a harckocsi-parancsnokok és a hadműveletben részt vevő más dán katonák által előadott részletek és alternatív beszámolók alapján megkérdőjelezték. A viták két kritikus részlet körül összpontosultak, nevezetesen, hogy adtak-e kifejezett parancsot a Saračiban várakozó erőknek, hogy védelmi pozíciót vegyenek fel, illetve parancsot adtak-e a boszniai szerbek tüzének viszonzására, és ha igen, kitől. Több forrás szerint a boszniai szerb oldalon a veszteség elérte a 150 főt és egy lőszerraktár is megsemmisült. Ezek a számok azonban továbbra sem hivatalosak, mivel a boszniai szerb parancsnokok hivatalosan arra hivatkoznak, hogy csak kilenc főnyi veszteséget szenvedtek el. Az azonban bizonyos, hogy a dán erők viszonozták a tüzet. A dán harckocsik összesen 72 lövést lőttek a boszniai szerb csapatokra: 44 nagy robbanóerejű (brisance), 19 foszforos és 19 páncéltörő lövedékkel. A lövedékek egy lőszerraktárt, több bunkert, és egyes források szerint három szerb T–55-ös harckocsit is eltaláltak. Az összetűzést Møller úgy írja le, mint „egy macska-egér harcot”.

## Következmények
A Bøllebank hadművelet eseményei egyáltalán nem maradtak következmények nélkül sem a dán erőkre, sem a nagyobb ENSZ békefenntartó műveletekre nézve, amelyeket az UNPROFOR részeként támogattak. A hadműveletet és annak vezetését, különösen a dán vezetőket, Lars Møllert és Carsten Rasmussent mind az ENSZ tisztségviselői, mind a NORDBAT 2 egymást követő vezetése többször bírálták. Azok, akik az ENSZ-ben mindig is szkeptikusak voltak a dán harckocsik bevetésével kapcsolatban azt állították, hogy a páncélozott harcjárművek puszta jelenléte Tuzlában provokáció volt és a szerb oldalon az agresszió fokozódását idézte elő. A NORDBAT 2 utolsó parancsnoka, Per Hvidberg dandártábornok, aki 1995 és 1996 között Tuzlában állomásozott, Møller erőszak alkalmazását szükségtelennek, „provokatívnak” és „helytelennek” minősítette, mivel az megsértette az általa meghatározott szigorú ENSZ szabályokat.
Az incidens az ENSZ-en belül is vegyes reakciókat váltott ki, mivel az ENSZ egyes tisztségviselői mindig is ellenállást és szkepticizmust tanúsítottak a nehéztüzérségnek és a harckocsiknak a békefenntartó küldetésekben történő felhasználásával szemben, míg mások hajlandónak bizonyultak az ilyen erő alkalmazásának jóváhagyására. A Bøllebank hadművelet nyomán az ENSZ zágráb-i főhadiszállása Horvátországban elkezdte vizsgálni, hogy a dánok túlzott erőhasználattal megszegték-e az érvényben lévő „kötelezettségi szabályokat”. A vizsgálat kimutatta, hogy a dán erők csak azután nyitottak tüzet, hogy rájuk lőttek, és akkor is csak jelentős késéssel. Møller szerint az eset után az ENSZ főhadiszállása hozott néhány intézkedést a dán harckocsik mozgásszabadságának korlátozására. A Bøllebank hadművelet eseményeinek meghallgatására vagy kivizsgálására a dán kormány soha nem vállalkozott. Még abban az évben egy másik incidens is történt dán békefenntartók és szerb erők között a Amanda hadművelet során Gradačac közelében.
Hosszútávon a művelet súlyos következményekkel járt az UNPROFOR, valamint az ENSZ békefenntartó tevékenységének hírnevére és legitimitására nézve is. A Biztonsági Tanács azon döntése, hogy engedélyezi az UNPROFOR erőknek az önvédelemben történő erőszak alkalmazását, és együttműködik a NATO-val a légi támogatás elrendelésében, nagy eltéréseket eredményezett a boszniai körülmények katonai valósága és az ENSZ békefenntartó szerepének természetéről alkotott hagyományos felfogás között. Ahogy az a Bøllebank hadművelet esetében is bemutatásra került, az ilyen eltérések eredményeként egy nagyrészt széttagolt rendszer alakult ki, amelyben az UNPROFOR-erők, amelyek elvileg jogosultak lettek volna NATO-erőt és légi támogatást alkalmazni önvédelemben, gyakran a maguk védelmére szorítkoztak. Az ENSZ vezetése többször elutasította ezeket a kéréseket, és óvakodott attól, hogy az UNPROFOR-erők gyakorolhassák ezeket a felhatalmazásokat, mert attól tartottak, hogy harcoló félnek tekintik majd őket. Bár ez nem a Bøllebank hadművelet közvetlen következménye, az ellentmondásos struktúrák, az UNPROFOR bosznia-hercegovinai műveletei által játszott ellentmondásos szerep végül arra késztette a Biztonsági Tanácsot, hogy 1995 márciusában feloszlassa az UNPROFOR-t, mint külön egységet, és a programot különálló, de egymással összefüggésben levő békefenntartó műveletekké alakította át.

## Dániai utóhatások
A Bøllebank hadműveletet a dán média a dán hadtörténet híres és történelmi eseményeként emlegeti. Az elmúlt években az eset ismét felkeltette a média figyelmét, miután 2016-ban megjelent Lars Møller „Operation Bøllebank” című, az eseményeket bemutató közel 600 oldalas könyve, mely a hadművelet során több mint húsz évvel újabb vitát ébresztett a korábban lezajlott eseménysorozatról, és visszahozta a Bøllebank hadműveletet a dán hírlapok témái közé.
A 2016 óta tartó erős bírálatok, hamisnak nyilvánítva a műveletről szóló hivatalos beszámolókat, főként a Bøllebank hadműveletben részt vevő katonák egy csoportját, a harckocsiszázadot a hadművelet idején vezető Carsten Rasmussent és magát Møllert célozták meg. A hadművelet vezetésével kapcsolatos kritika először Erik Kirkkel, a második szakasz szakaszvezetőjével készült interjúban hangzott el. Bár a Kirkkel készített interjú közel egy évtizeddel Møller könyvének megjelenése előtt készült, de csak 2016-ban, két évvel Kirk halála után látott napvilágot, melyhez a művelet többi tagja hozzátette kritikáit, és a média reflektorfényébe hozta az esetet. A hivatalos beszámolókat viccnek nyilvánítva, az események Møller és hivatalos állapot általi beszámolójának kritikáját több mint 20, a hadműveletben részt vevő forrás támasztotta alá és erősítette meg.
A beszámolók legvitatottabb részletei azok, amelyek leírják a második szakasz felállítására adott parancsokat, valamint azokat a parancsokat, amelyek felhatalmazzák az első szakaszt, hogy viszonozza a tüzet a szerb katonai erőkre. Ellentétben azzal, ami a hivatalos beszámolókban áll, az események számos katona által történt leírása kitart amellett, hogy Rasmussen és Møller hallgatott a rádióban, és soha nem adtak közvetlen parancsot a szakaszoknak, hogy álljanak fel, vagy tüzeljenek a szerbekre. A harckocsi-parancsnokok, hogy elkerüljék a Bøllebank hadművelet során bekövetkezett áldozatokat, a terepen vették kezükbe a dolgokat. Amint az egyik harckocsiparancsnok visszaemlékezik, amikor az első harckocsiegység elindult előre, nem érkezett parancs a második szakasz védőtüzet biztosító alakzatba állítására. A legalapvetőbb katonai eljárás betartásának elmulasztása súlyos következményekkel járhatott volna a dán csapatokra nézve.
A 2016-ban felvetett vádak annyira jelentőssé váltak, hogy a DR (Danmarks Radio), Dánia állami tulajdonú műsorszolgáltatója 2017 januárjában különleges rádiódokumentumot készített az akcióról „A hazugság a Bøllebank hadműveletről” (eredeti dánul: Løgnen om Operation Bøllebank) címmel. Rasmussen és Møller mindketten eltérő beszámolókkal válaszoltak az ellenük felhozott vádakra. A rádiódokumentumban Rasmussen azt állítja, hogy amikor az első lövéseket a szerb erők leadták, harckocsijához rohant, hogy a második szakaszt a helyére vezesse. Møller ezzel szemben azt állítja, hogy a támadás alatti időhiány miatt soha nem adtak kifejezett parancsot a második szakasz tankjainak formációba állítására. Mindazonáltal Møller és Rasmussen is ragaszkodik ahhoz, hogy a támadó szerbek tüzelésére vonatkozó parancsot maga Møller közölte rádión.
A dokumentum jelentős botrányok forrása volt, mivel a két vezető beszámolója szerint a harckocsi-parancsnokok és más támogató csapatok további állításaival találkoztak. Eszerint Rasmussen és Møller olyan mértékben vett részt a médiában, hogy elismertessék a küldetés sikerét és egyengessék saját karrierjüket. Emiatt Rasmussen és Møller vádat emelt a DR újságírói feddhetetlensége ellen, aminek eredményeként ideiglenesen leállították az adást, majd később újra sugározták „Operation Bøllebank – Harc az igazságért” (eredeti dánul: Operation Bøllebank- Kampen om Sandheden) címen. Míg a rádiós dokumentumműsor és számos más médiavizsgálat, valamint a Møller és Rasmussen beszámolóival kapcsolatos vádak nyilvános vitát és politikai nyomást váltottak ki a hivatalos beszámolók újbóli kivizsgálására, Claus Hjort Frederiksen védelmi miniszter elvetve a további vizsgálat lehetőségét azt állította, hogy az ügy elévült.

## Fordítás
- Ez a szócikk részben vagy egészben  az   Operation Bøllebank  című angol Wikipédia-szócikk ezen változatának fordításán alapul.  Az eredeti cikk szerkesztőit annak laptörténete sorolja fel. Ez a jelzés csupán a megfogalmazás eredetét és a szerzői jogokat jelzi, nem szolgál a cikkben szereplő információk forrásmegjelöléseként.